# L'amico immaginario (romanzo)
L'amico immaginario è un romanzo di Matthew Dicks uscito inizialmente in America nel 2010 è stato pubblicato in Italia da Giunti nel 2012. Il libro è stato un vero caso editoriale e sono state stampate più di 60 000 copie.

## Trama
Max è un bambino autistico di nove anni, che per farsi aiutare da varie decisioni e semplicemente per avere un amico, ha creato cinque anni prima Budo, un amico immaginario, che può vedere e sentire solo lui. Budo, contrariamente dagli altri amici immaginari, somiglia ad un vero umano, è molto intelligente e non ha bisogno di dormire, riuscendo in tal modo a muoversi anche in maniera indipendente da Max, facendo conoscenze del mondo esterno e delle persone. Come tutti gli amici immaginari, Budo è tenuto in vita dal credo del proprio bambino umano, dal momento che essi smettono di esistere quando il proprio bambino umano non crede più in loro; ciò rappresenta la più grande paura di Budo, che con i suoi cinque anni è probabilmente l'amico immaginario più longevo del mondo. Il timore viene incrementato quando Graham, un'amica immaginaria a cui era legato, scompare dopo che la sua amica umana ha smesso di credere in lei. Budo passa il suo tempo libero di notte (quando Max dorme) girovagando per la città in luoghi come l’ospedale e il benzinaio; in quest’ultimo posto ha imparato a conoscere e simpatizzare per i commessi Sally e Dee; durante la notte di Halloween, mentre Budo si trova sul posto, un rapinatore entra e apre il fuoco, ferendo gravemente Dee che viene portata all’ospedale, sconvolgendo Budo
Budo cerca di aiutare Max nella vita di tutti i giorni, affrontando la scuola, il bullo Tommy Swinden e i rapporti con i genitori, i quali trovano difficoltà nel carattere chiuso e distante del loro figlio, specialmente la madre. Tutto cambia però quando Max viene portato durante la scuola dalla sua insegnante di sostegno, la signora Patterson, che lo ha indotto a salire sulla sua auto dopo diversi incontri con lui sulla sua macchina nelle sue ore di lezione. Budo assiste alla scena ma non può fare nulla, quindi non gli resta che osservare impotente alle indagini inconcludenti della polizia che non sospettano della donna e al profondo dolore dei genitori. Dopo una visita all’ospedale psichiatrico e l’incontro con altri amici immaginari di bambini malati più o meno gravemente, Budo decide di salvare Max personalmente e segue la signora Patterson fino a casa sua; qui scopre che ha nascosto Max in una cameretta piena di giochi e svaghi vari per intrattenerlo in una stanza sotterranea insonorizzata. Pare infatti che la donna abbia perso il figlio piccolo anni prima e ora, con la scusa di andare a trovare sua sorella nell’Ovest e poi trasferirsi lì, vuole andarsene dal paese con Max, il quale è all’oscuro di tutto. Budo capisce che Max, nonostante le apparenze, non è felice, quindi esce nuovamente dalla stanza insonorizzata per cercare un modo di salvarlo prima che la signora Patterson lo porti via per sempre. Per farlo decide di richiedere l’aiuto di Oswald, un amico immaginario che si trova all’ospedale e ha come amico umano un adulto, John, che è caduto in coma dopo un grave incidente in moto e che quindi lo utilizza come “ponte” per il mondo reale, permettendogli anche di spostare gli oggetti reali sebbene ciò gli costi moltissima fatica. Budo va da Oswald per chiedergli aiuto nonostante abbia paura di lui dato che, al loro ultimo incontro, lo ha pestato per essere entrato nella stanza di John. Budo va comunque da lui e viene nuovamente aggredito, ma è salvato da Teeny, un’amica immaginaria dalle sembianze di una fata che ha incontrato poco prima all’ospedale pediatrico. Teeny convince Oswald, che si rivela di carattere buono, ingenuo e docile, ad aiutare Budo nel salvare Max. Durante la visita all’ospedale Budo ne approfitta per fare visita a Dee, la quale è morente e, riprendendo brevemente conoscenza prima di andarsene, si rivolge direttamente all’amico immaginario dicendogli di non avere paura. Le cose si complicano quando Oswald comincia a scomparire molto rapidamente, dato che non è andato da John come è solito a fare quotidianamente per raccontargli del mondo reale quindi l’uomo ha smesso di credere in lui. Nonostante ciò, Oswald si rifiuta di tornare all’ospedale insistendo per salvare Max. Budo e Oswald raggiungono dopo un giorno la casa della signora Patterson, non con poche difficoltà, e Oswald usa i suoi poteri per aprire la porta della stanza insonorizzata di Max. Budo è costretto a spaventare il bambino minacciando di andarsene e non tornare più se non scapperà in quel momento con lui, quindi i due riescono a fuggire nei boschi che circondano la casa mentre Oswald, ormai quasi totalmente dissolto, usa i suoi ultimi istanti per far inciampare e cadere la signora Patterson e far guadagnare tempo a Budo e Max. Nascosti tra gli alberi con il buio e braccati dalla donna, Budo capisce che l’unico modo per far mettere in salvo Max spingendolo a reagire è spiegargli che lui non esiste ed è solo frutto della sua immaginazione, quindi deve essere il bambino a trovare un modo per sfuggire alla Patterson. Max progetta quindi alcune trappole per rallentarla (essendo sempre stato un accanito lettore di libri di guerra) e raggiunge casa sua, dove però la signora Patterson lo raggiunge e cerca di rapirlo all’ultimo trascinandolo nel camper da lei preparato con cui raggiungere l’aeroporto e andarsene. Budo suggerisce a Max un modo per attirare l’attenzione dei genitori, che quindi intervengono in tempo e bloccano la donna, la quale viene arrestata successivamente, mentre Max è finalmente tratto in salvo.
Poco tempo dopo Max, ora maggiormente fiducioso in sé stesso e più coraggioso, ha ripreso la sua vita di tutti i giorni; Budo, invece, ha iniziato progressivamente a scomparire. Parlandone con Teeny, le confessa che non gli dispiace molto per il fatto che non esisterà più ma piuttosto che non vedrà mai Max crescere e mettere su famiglia. Teeny rassicura che farà in modo che la storia sua, di Oswald e Max si diffonda tra gli amici immaginari affinché non sia mai dimenticata, ma Budo ne dubita in quanto sa che la maggior parte degli amici immaginari è di mente e caratterizzazione troppo semplice perché possano veramente comprendere cose così importanti.
Durante una lezione con la signora Gosk, l’insegnante più amata da Max e Budo, mentre legge un libro ai ragazzi, quest’ultimo viene dimenticato totalmente e si dissolve dopo un ultimo addio non sentito all’amico e alla maestra. Budo si risveglia “dall’altra parte” dove trova ad accoglierlo Dee e, presumibilmente, gli altri amici persi nel corso della sua avventura.